# ليوبولد بلوم
ليوبولد بلوم ، (بالإنجليزية: Leopold Bloom)، هو بطل الرواية الخيالي، والبطل الخيالي للرواية التي كتبها جيمس جويس عام 1923, بعنوان عوليس. تعكس رحلاته ولقاءاته في دبلن في 16 يونيو 1904 تتميز بأنها أكثر بساطة، وحميمية، من أوليسيس/أوديسيوس في الأوديسة.
ولقد كانت شخصية «ليوبولد بلوم» مستوحاة من العلاقة الوطيدة لجيمس جويس مع إيتالو سفيفو، مؤلف كتاب ضمير زينو.
في الرواية، يُقدم «بلوم» نفسه للقارئ على أنه رجل مفتوح الشهية:

فقد كان السيد ليوبولد يستمتع بأكل أحشاء الحيوانات والطيور. وكان يحب حساء الأحشاء الدسمة والحويصلات كثيرة الجوز والقلب المحشو المشوي وشرائح الكبد المقلية المغطاة بالطبقة المقرمشة والبطارخ المقلية. وقبل كل ذلك، كان يحب كلاوي الضأن المشوية التي كانت تعطي لسقف حلقه نكهة خفيفة من رائحة غير مستحبة.

## حياته
ولد عام 1866، وهو الابن الوحيد «لرودولف فيراج»، (وهو يهودي مجري من زومباثلي، هاجر إلى أيرلندا، وتحول من اليهودية إلى البروتستانتية، وغير اسمه ليصبح «رودولف بلوم»، ثم كان مصيره الانتحار فيما بعد).
وأمه «إلين هيجينز» بروتستانتية أيرلندية، كما لم يكن بلوم مختونًا، وكان يعيش مع عائلته في «شارع كلانبراسيل»، في «بورتوبيللو» - دبلن.
تحول بلوم إلى المذهب الكاثوليكي ليتزوج ماريون (مولي) تويدي في 8 أكتوبر 1888. ورُزقا ببنت واحدة في عام 1889 أطلقا عليهم اسم ميلليسنت (ميللي)، أما ابنهما رودولف (رودي)، فقد ولد في ديسمبر 1893، ومات بعد أحد عشر يومًا. تعيش الأسرة في «7 شارع إيكليس» في دبلن.
وتتعلق حلقات (فصول) عوليس بسلسلة من لقاءات وأحداث ملحمة الأوديسة المعاصرة لبلوم في دبلن أثناء يوم واحد، وهو 16 يونيو 1904 (على الرغم من أن الحلقات من 1 إلى 3 و9 و7 على أقل تقدير كانت تعني في المقام الأول بشخصية «ستيفين ديدالوس»، وهو جزء من خطة القصة وهو نظير «تيليماتشيوس»). ويحتفل محبو جويس في السادس عشر من يونيو على أنه «يوم بلوم».
وبينما تسير أحداث اليوم، تتحول أفكار بلوم إلى علاقة غرامية، بين مولي ومديرها هوج 'بلازيس' بويلان، (بطريقة منحرفة، على سبيل المثال، من خلال مقطوعة موسيقية ارتجالية)، ودفعه لذلك جنازة صديقه بادي ديجنام، وموت ابنه رودي. ربما موت ابنه هو الذي قاده لتلميع ستيفن، والذي خرج عن مساره في حلقات الكتاب الأخيرة، حيث إنقاذه من الوقوع في الماخور، وعودته إلى بيته ماشيًا وتوفير مكان هناك للدراسة والعمل. واعتاد القارئ على سماحة بلوم ونظراته الإنسانية وولعه بـشهوة التلصص وخيانته (مكتوب بشكل سلسلة رسائل محض). بينما يكره بلوم العنف، ولامبالاته النسبية لـ القومية الأيرلندية التي أدت إلى نزاعات بينه وبين بعض زملائه (أبرزهم 'المواطن' في فصل سايكلوب). ومع أن بلوم لم يمارس الشعائر اليهودية أبدًا إلا أنه تحول إلى المذهب الكاثوليكي الروماني ليتزوج مولي، وفي الواقع أنه تلقى التعميد المسيحي في ثلاث مناسبات مختلفة، وكان جزءًا من التراث اليهودي وكان يخطئ باستمرار ويسخر من كونه يهوديًا.

## استخدامات أخرى في الثقافة العامة
استخدم الكاتب والمخرج ميل بروكس، اسم «ليو بلوم» مع محاسب خواف في فيلمه/مسرحيته الموسيقية "المنتجون"، وفيها كان ليو محاسبًا عصبيًا وعرضة «لنوبات الذعر»، ويحتفظ «بغطاء واق»، ليهدئ من روعه. ومع ذلك فهو ليو صاحب فكرة كيفية جني المال من مسرحية فاشلة.
يشير بينك فلويد، صديق روجر واترز السابق، إلى ليوبولد في أغنيته "الشعلة المتوهجة" كأنه جالس مع مولي مالون.
كذلك، يرى جيفري ماير (Jeffrey Meyer) في «سفر الرؤيا لأورويل: كومينج أب فور آير (Coming Up For Air)، دراسات الخيال الحديثة» أن جورج أورويل في المقام الأول جسد جورج بولينج (George Bowling) في «كومينج أب فور آير» على غرار تجسيد ليوبولد بلوم.
وفي ذا دايلي شو (The Daily Show) مع جون ستيوارت (Jon Stewart) يقدم أمريكا (الكتاب):دليل المواطنين للديمقراطية العملية، الكتاب المدرسي للتربية المدنية كتاب صوري، وذكر ليوبولد بلوم مثالاً في مقال تحت عنوان «اكتب إلى عضو الكونجرس الذي سيمثلك». يقترح الكتاب أنه إذا كنت قد كتبت إلى عضو الكونجرس سابقًا ولم تسمع الرد عليك، أن تجرب واحدة من التراكيب التالية، «أعيش في دائرتك الانتخابية و سأصوت/أخطط للتسجيل من أجل التصويت هذه المرة/سأستيقظ في يوم الانتخابات وتملؤني رغبة كبيرة في التصويت ولكن، مثل ليوبولد بلوم في جويس، سأجد يومي حتمًا يستدرجني في كل اتجاه ولكنه اتجاه واحد كنت أنوي الذهاب إليه».
كذلك، يتم استخدام ليوبولد بلوم بوصفه نموذجًا أصليًا، نتيجة لأنه غير محدد الهوية ولا يبالي بالسياسة، وفيما يتعلق بالعدمية واللامبالاة الكبيرة في المجتمع المعاصر في فرنسا النشر الراديكالي المتطرف تيكون (Tiqqun).
كما أن ليو بلوم كينج (Leo Bloom King) يمثل البطل والراوي لرواية بات كونروي (Pat Conroy) في عام 2009 سوث أوف برود (South of Broad). وكانت والدته من أشد المعجبين بجويس.

## وصلات خارجية
- "The Greatest Jew of all": James Joyce, Leopold Bloom, and the Modernist Archetype, Morton P. Levitt, Papers on Joyce, 10/11 (2004-2005), pp. 143–162
- The Physical Fitness of Leopold Bloom. Jeff McClung, International Journal of Humanities and Social Science, Vol. 2 No. 2 (Special Issue – January 2012). p. 16
- Ulysses Seen - ch. IV Calypso نسخة محفوظة 25 فبراير 2019 على موقع واي باك مشين. visualization of Bloom in his first appearance in Ulysses
- The Chronicle of Leopold and Molly Bloom: Ulysses as Narrative full preview on Google Books

ليوبولد بلوم في قاعدة بيانات الأفلام على الإنترنت